# Románská architektura na Moravě

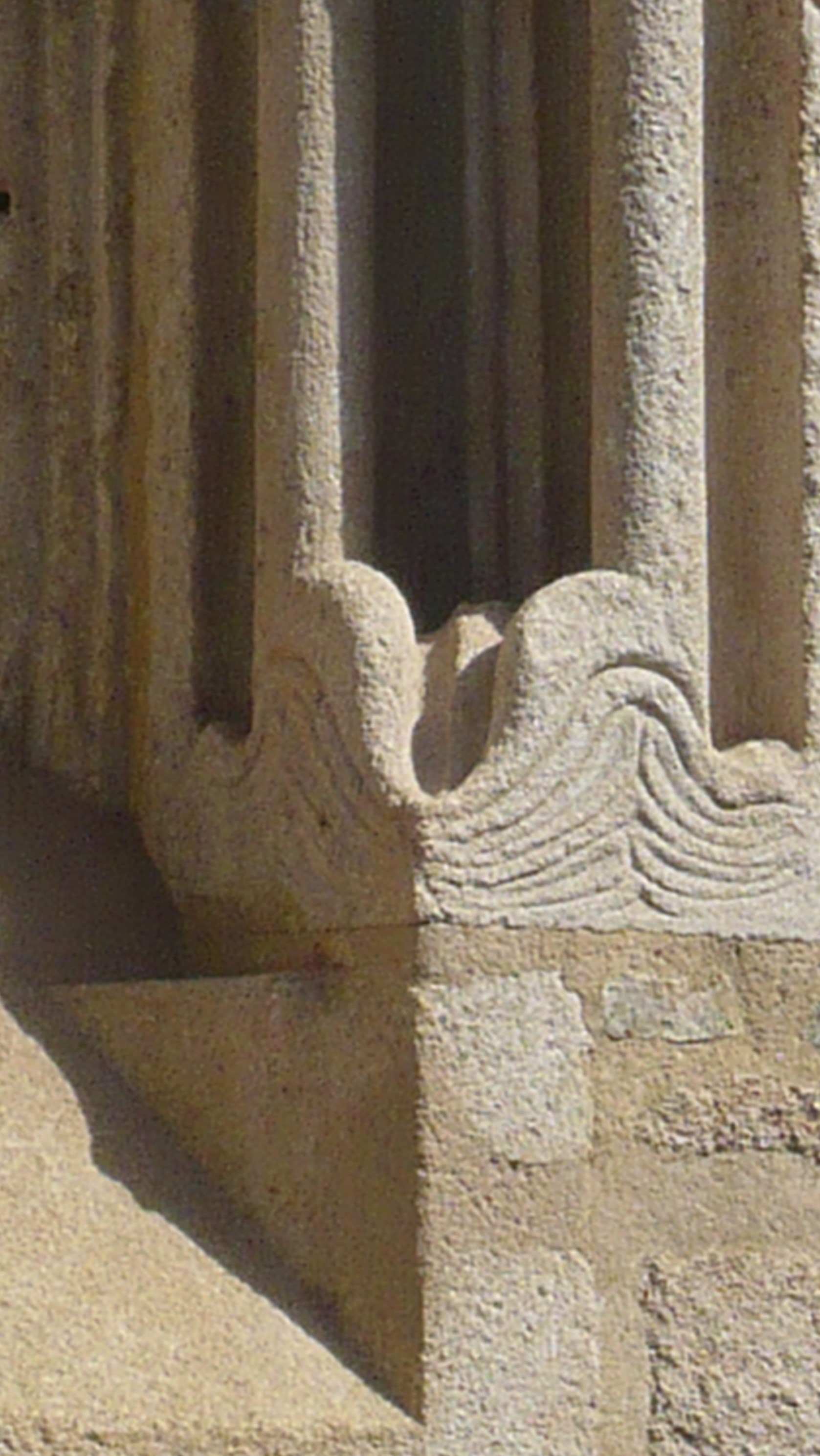
Patka bohatě zdobeného okenního ostění kaple sv. Kunhuty z areálu někdejšího premonstrátského opatství v Zábrdovicích

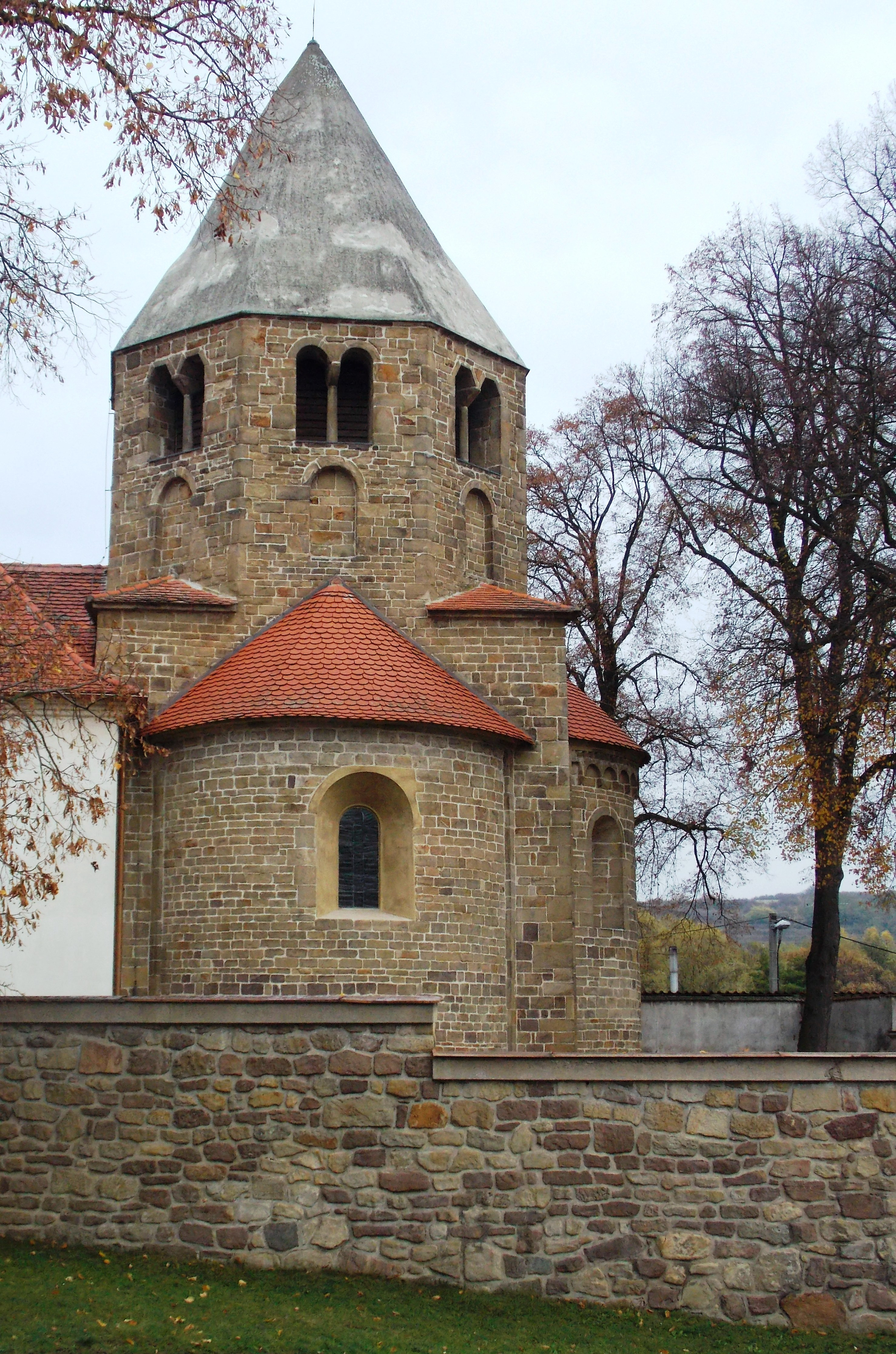
Chrám svatých Petra a Pavla v Řeznovicích

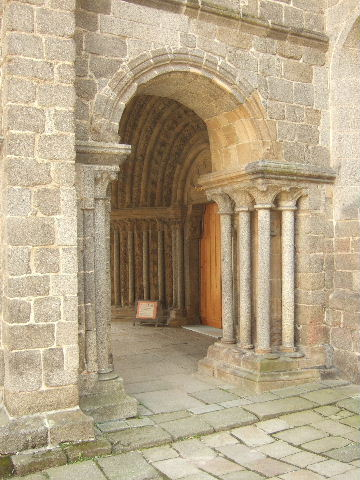
Portálová předsíň a část portálu baziliky Sv. Prokopa v Třebíči

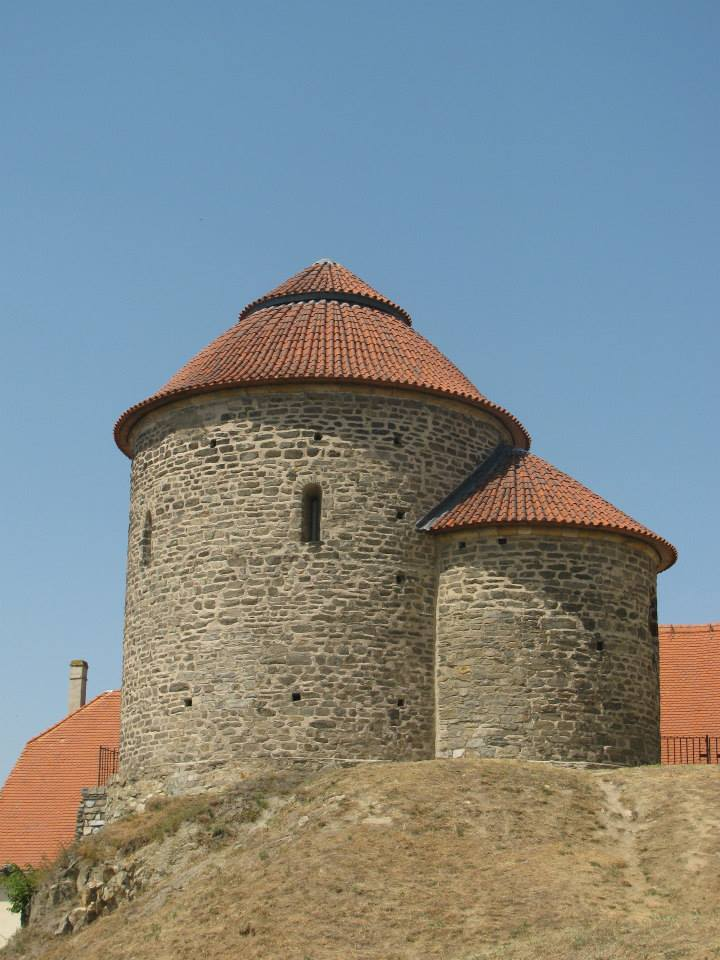
Rotunda sv. Kateřiny na znojemském hradě

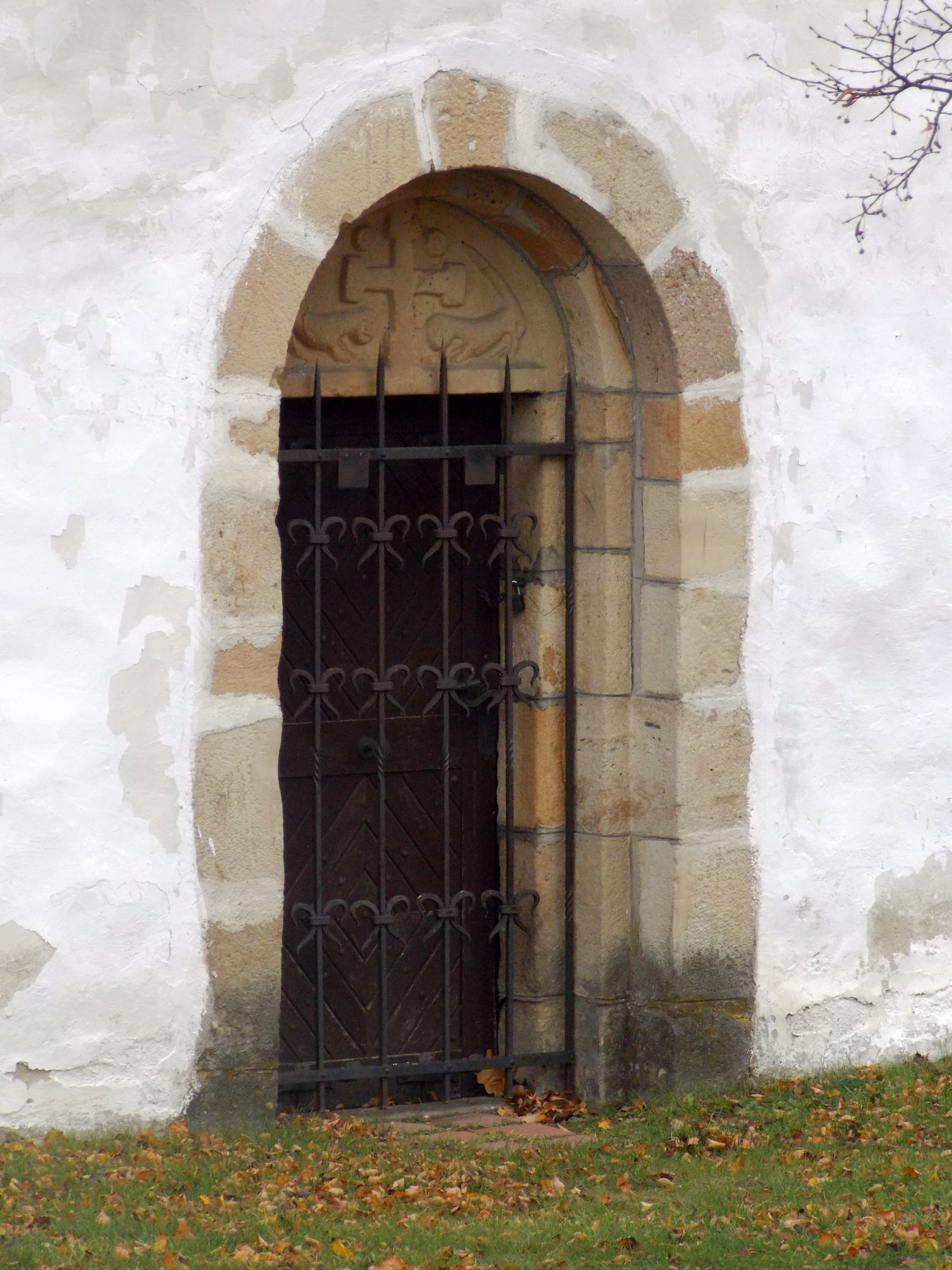
Raně románský ústupkový portál kostela Nanebevzetí Panny Marie Veveří

Románská architektura na Moravě je soustava souborů stavebních objektů, kostelů, částí hradů, klášterů a v omezené míře i rezidencí a paláců, vzniklých v letech 1030–1250, kterých se zachovala jen malá část. Zastoupeny jsou na celém území Moravy v největší míře v jihozápadní části.
Románská architektura je dělena na ranou, pokročilou a pozdní. Přesné zařazení je často obtížné pro malou nabídku zachovaných písemných dokladů a značnou míru (rozsah) přestaveb v pozdějších dobách.
Na Moravě je nejvíce zastoupena architektura pozdně románská, ze samého závěru slohu (přibližně roky 1190 až 1250).

## Historie
Zděná architektura se na Moravě objevila záhy, na počátku nebo ke konci 1. čtvrtiny 9. století (asi 820–822). Vždy jde jen o architekturu sakrální, jmenovitě kostely, (nepočítáme-li čelní kamenné zdi mnoha hradebních děl) většinou bez vápenné malty. Tato architektura je charakterem předrománská. Ve většině zemí je architektura vzniklá před rokem 1000 charakterizována jako předrománská, i když některé rysy mohou být podobné. Předrománská, staromoravská architektura je od románské architektury odlišná více než na západě, přičemž její podoba je známa jen z archeologických nálezů. V trojrozměrné skutečnosti se zachoval jen jediný objekt a to až těsně za hranicí na Slovensku, ač původně náležel k širšímu prostředí Mikulčické aglomerace, součásti Moravského knížectví. Je to kostel svaté Markéty Antiochijské v Kopčanech, který je ve své spodní části spolehlivě staromoravský (velkomoravský), tedy předrománský.
Na moravském území bylo v průběhu 9. století postaveno přibližně 30 objektů, ze kterých je spolehlivě doloženo asi 25. Z těchto kostelů část přečkala i pád Velké Moravy, část jich s dobrou pravděpodobností mohla sloužit dále církevnímu životu. Je doloženo, že patrně nejstarší kostel v českých zemích – jednolodní kostel svatého Jana v Modré u Velehradu – stál, (byť v zanedbaném stavu) ještě v 17. století, kdy byla pro obtíže s údržbou nedalekou klášterní komunitou zbourána. Z toho lze alespoň usuzovat že menší část zděných staveb byla jako obecný příklad na Moravě přítomna i v 10. století. Naopak máme jen málo důvodů se domnívat, že zděné stavby vznikaly i v průběhu 10. století. Patrně proto, že nějaká část byla přítomna (a možná sloužila) ze staršího období ale také pro zjevný pokles organizace společnosti.
Jisté náznaky stavební činnosti, kterou by bylo možno zařadit na konec 10. století máme jen z největších center: Olomouce a Brna (kostel Panny Marie na Starém Brně). Oba tyto příklady jsou doloženy jen archeologicky a jejich stáří není jednoznačně odsouhlaseno. V brněnském případě s ohledem ta to že šlo o rotundu by bylo možno uvažovat o nějakém přechodném a “sloučeném“ projevu starých příkladů a přenosu nových vzorů z prostředí Francké říše nebo Dolního Rakouska.
Jako nejstarším poměrně dobře dochovaném dokladu se uvažuje o rotundě sv. Kateřiny v areálu někdejšího znojemského hradu. Ale ani o něm nepanuje v odborném prostředí jednota. Jedna nejzazší hypotéza počítá se vznikem již v 11. století nebo dokonce již v době břetislavské tj. v polovině 11. století. Jiná ztotožňuje časové zařazení o cca 80 let později do doby vzniku fresek uvnitř, jež jsou historicky dobře doloženy (1134).
Celkově na Moravě vzniklo přibližně 600 staveb s románskými architektonickými rysy, převážná část z nich byly kostely přičemž většina pochází až ze závěru epochy tj. přelomu 12. a 13. století.
Na Moravě ale vznikly největší románské stavby ze všech zemí koruny české. Jsou jimi trojlodní bazilika na Velehradě – délka 84 m (konventní chrám cisterciáckého kláštera) založený roku 1204 a trojlodní konventní bazilika Sv. Prokopa v Třebíči – délka 72 metrů (konventní chrám benediktinského kláštera). V dobře vnímatelném stavu se zachovalo několik rotund na jihozápadní Moravě (v teritoriu znojemského knížectví). Skvostným příkladem je velmi dobře zachovaná stavba kostela svatých Petra a Pavla, která byla původně součástí knížecího paláce v Řeznovicích.
Na Moravě se zachovaly také tři velké pozdně románské portály (v Třebíči, Měříně a Hulíně), ze kterých ten třebíčský ze samého závěru slohu nemá v celém středoevropském prostoru obdobu, s výjimkou o něco menšího portálu západního průčelí chrámu sv. Štěpána ve Vídni.
Románská architektura na Moravě má odlišnou periodizaci a vývoj než tomu bylo v Čechách. Mnohem časnější nástup předrománské fáze, útlum v 10. století, pozdější počátek v 11. století a bouřlivý rozmach ke konci 12. a na počátku 13. století. Také výrazové prostředky se poněkud liší a to nejspíše pro přenos jiných vzorů než tomu bylo ve spojené zemi.

## Galerie

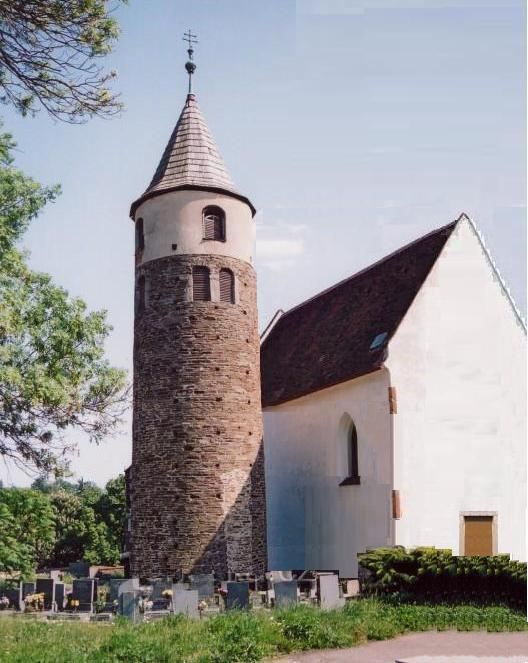
Válcová románská věž u kostela sv. Jakuba většího, Jemnice-Podolí (poč. 12. stol.)
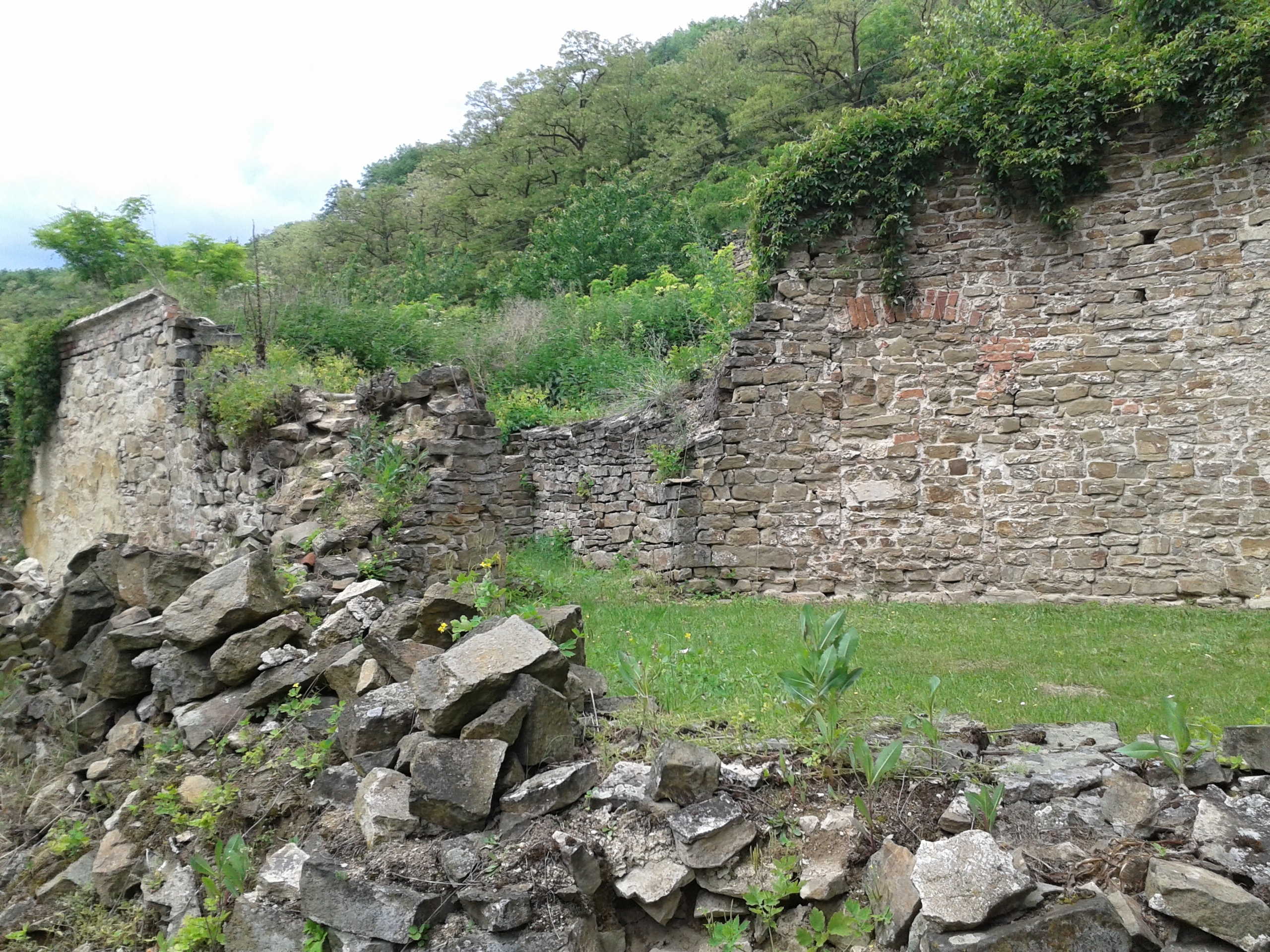
Pozůstatky rotundy sv. Pantaleona, Pustiměř (1140?)
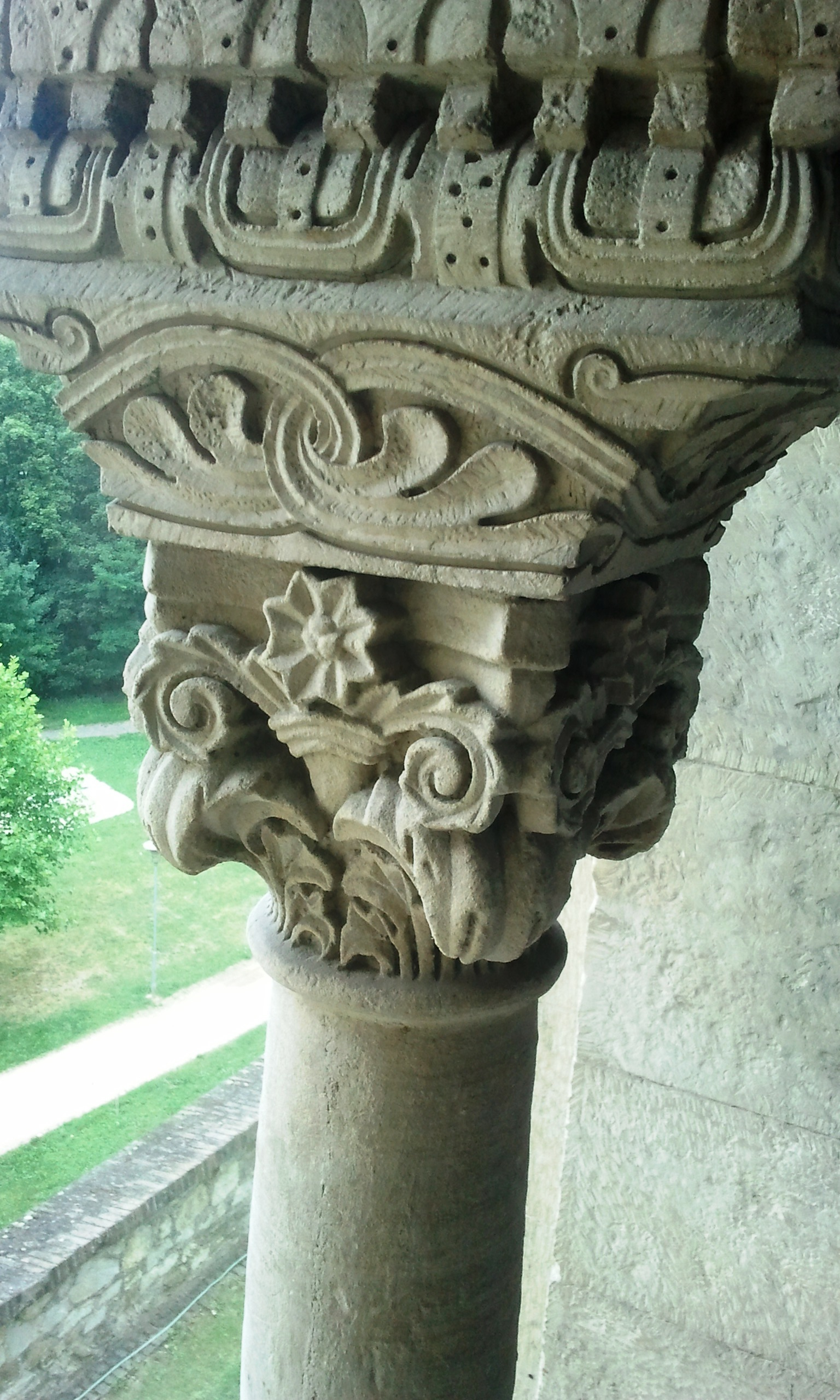
Románská dekorativní hlavice zdvojeného okna, tzv. Zdíkův palác, Olomouc (1155?)
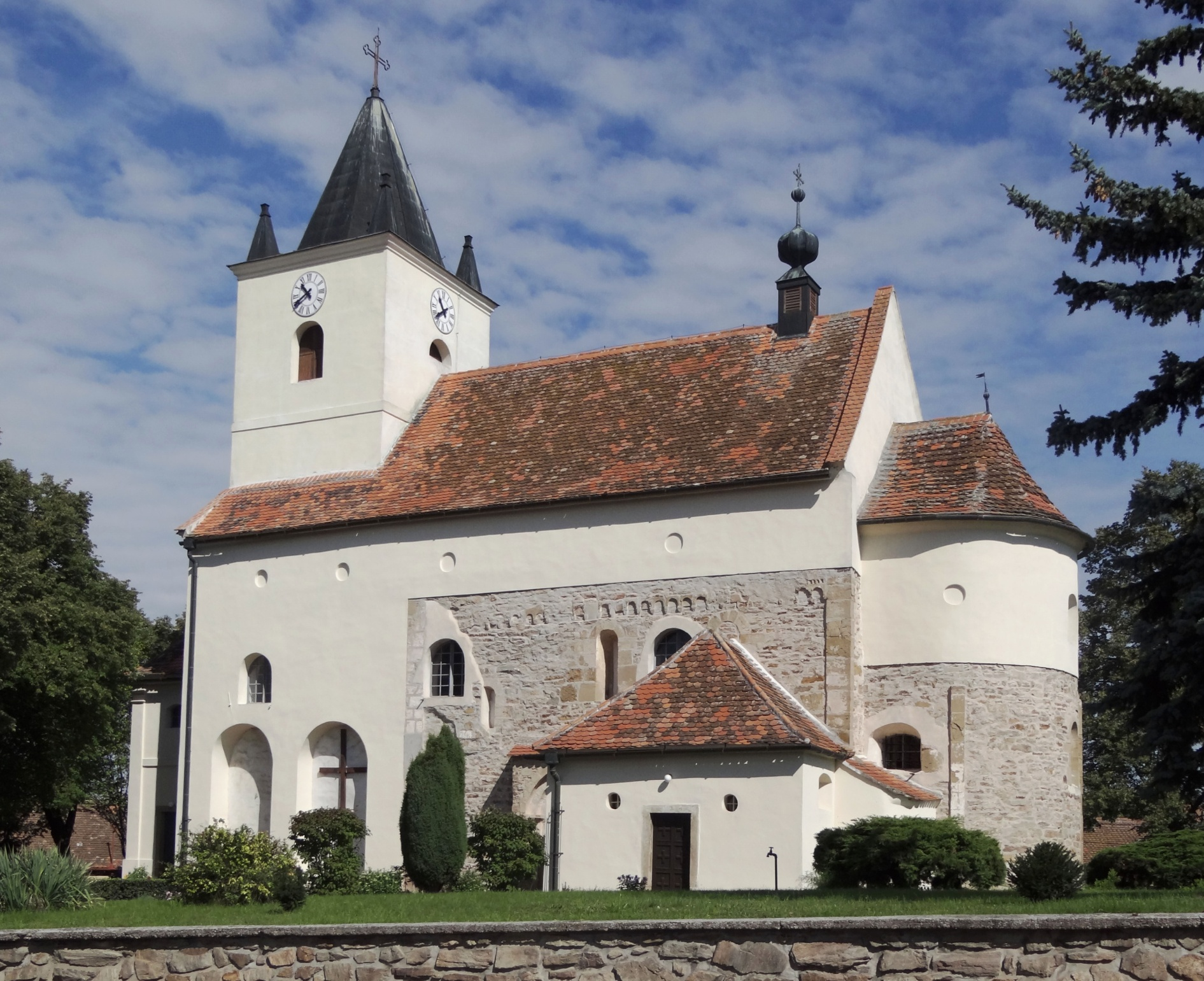
Jednolodní kostel sv. Petra a Pavla v Mikulovicích u Znojma (kol. 1165)
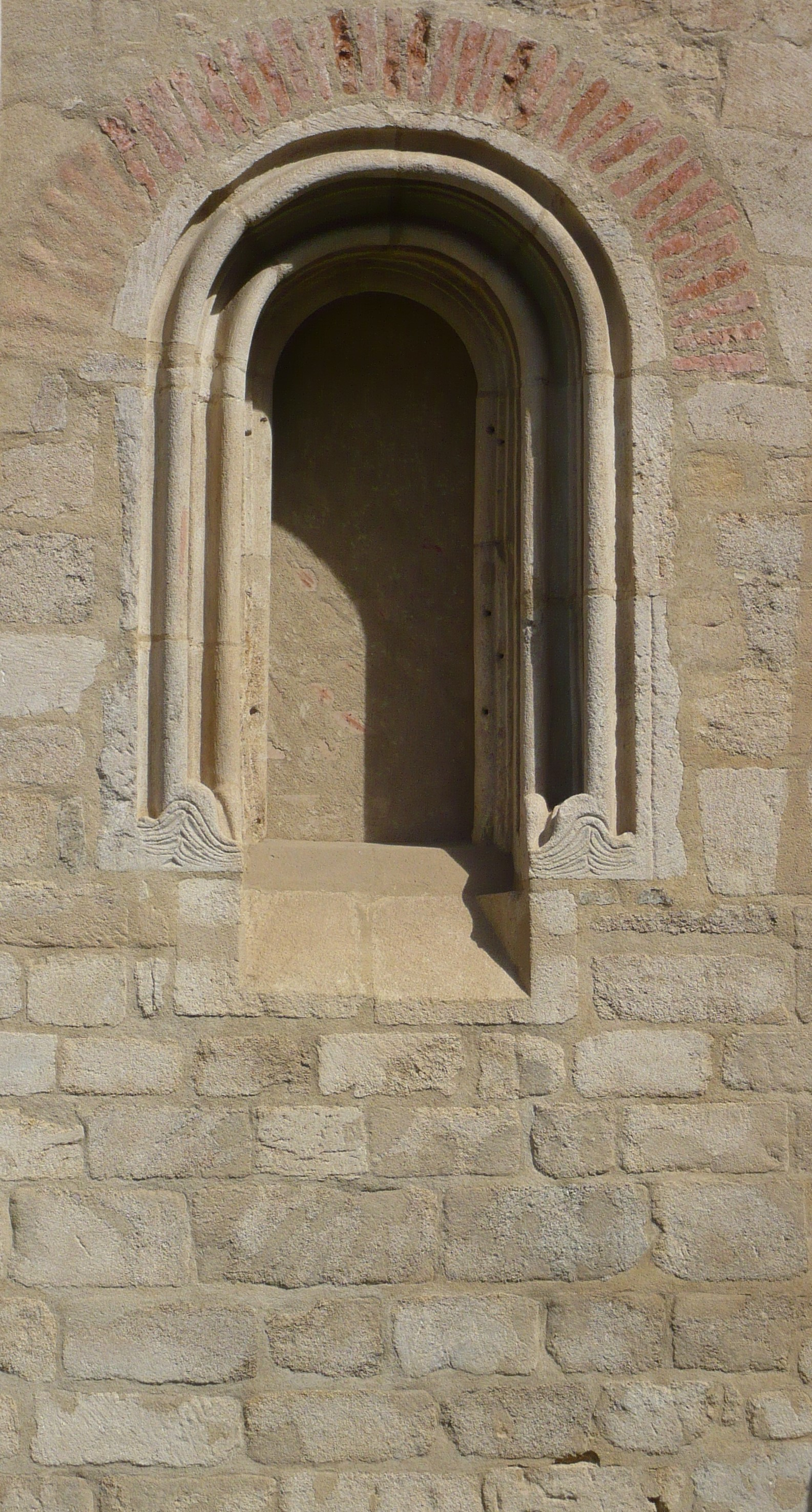
Pozdně románské okno kostela sv. Kunhuty, areál premonstrátského opatství v Brně-Zábrdovicích (před 1211)
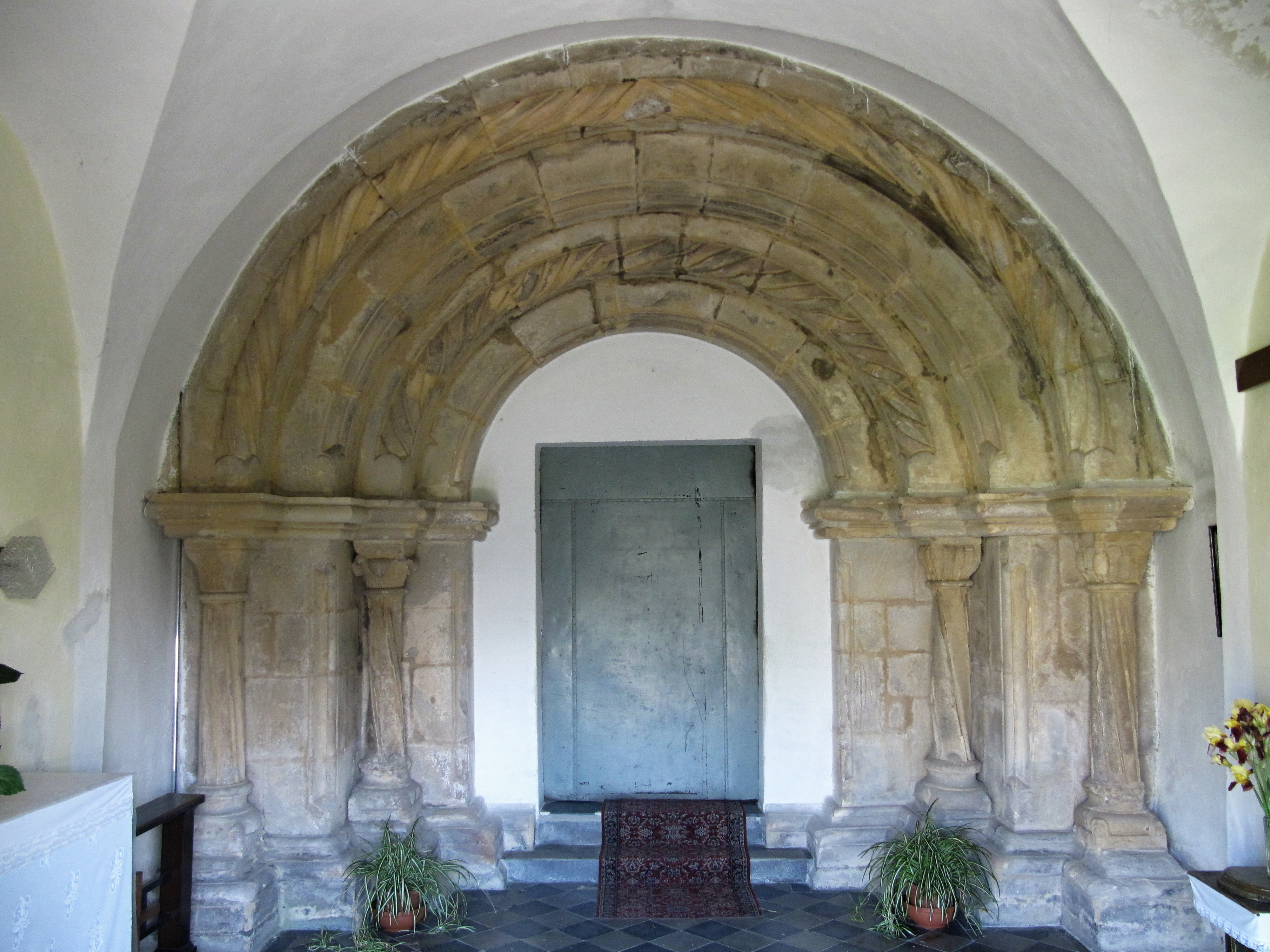
Pozdně románský portál na sev. straně kostela sv. Václava, Hulín (kol. 1224)
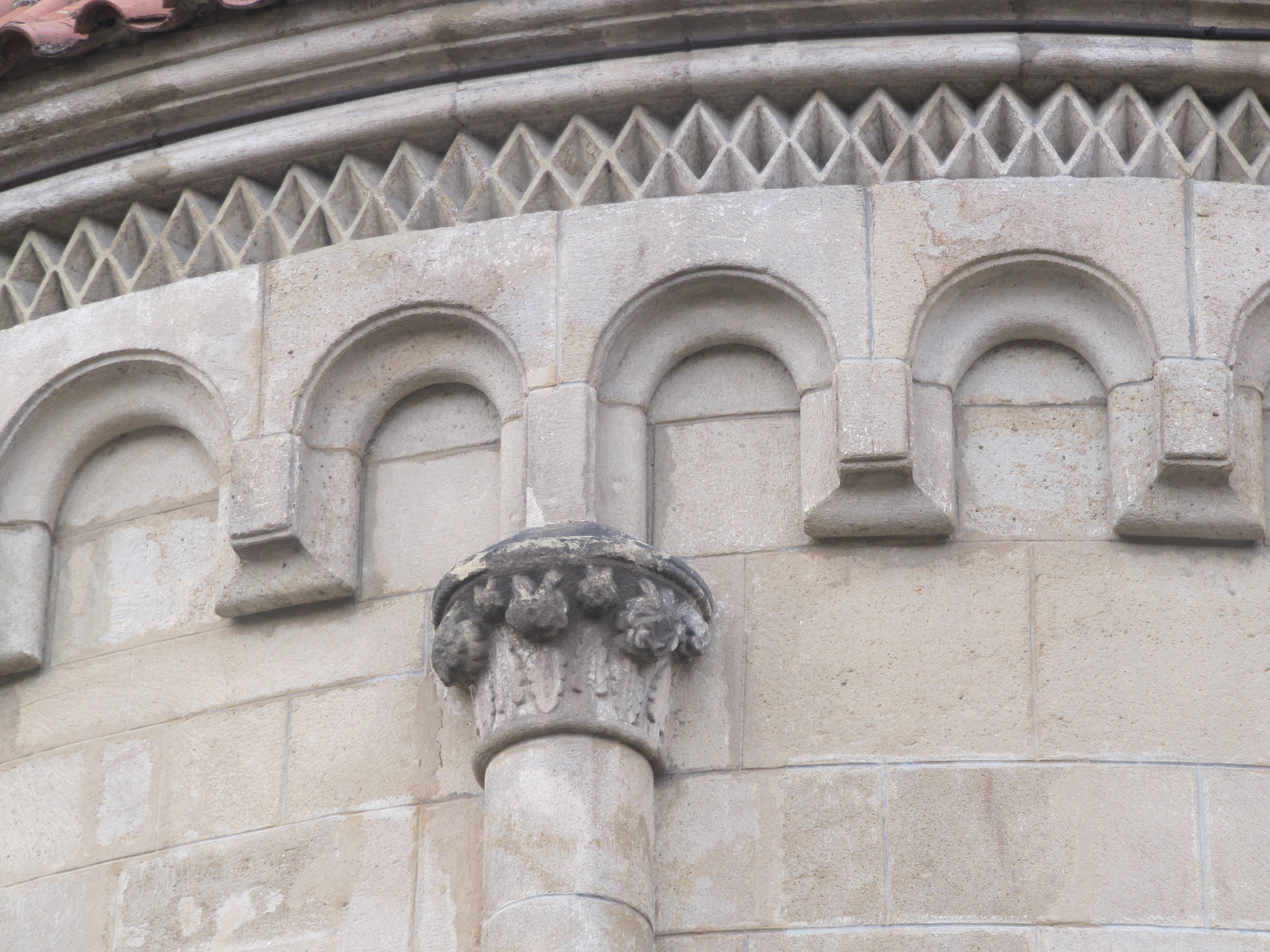
Římsový obloučkový vlys apsidy kostela Velehradského kláštera (před 1228)
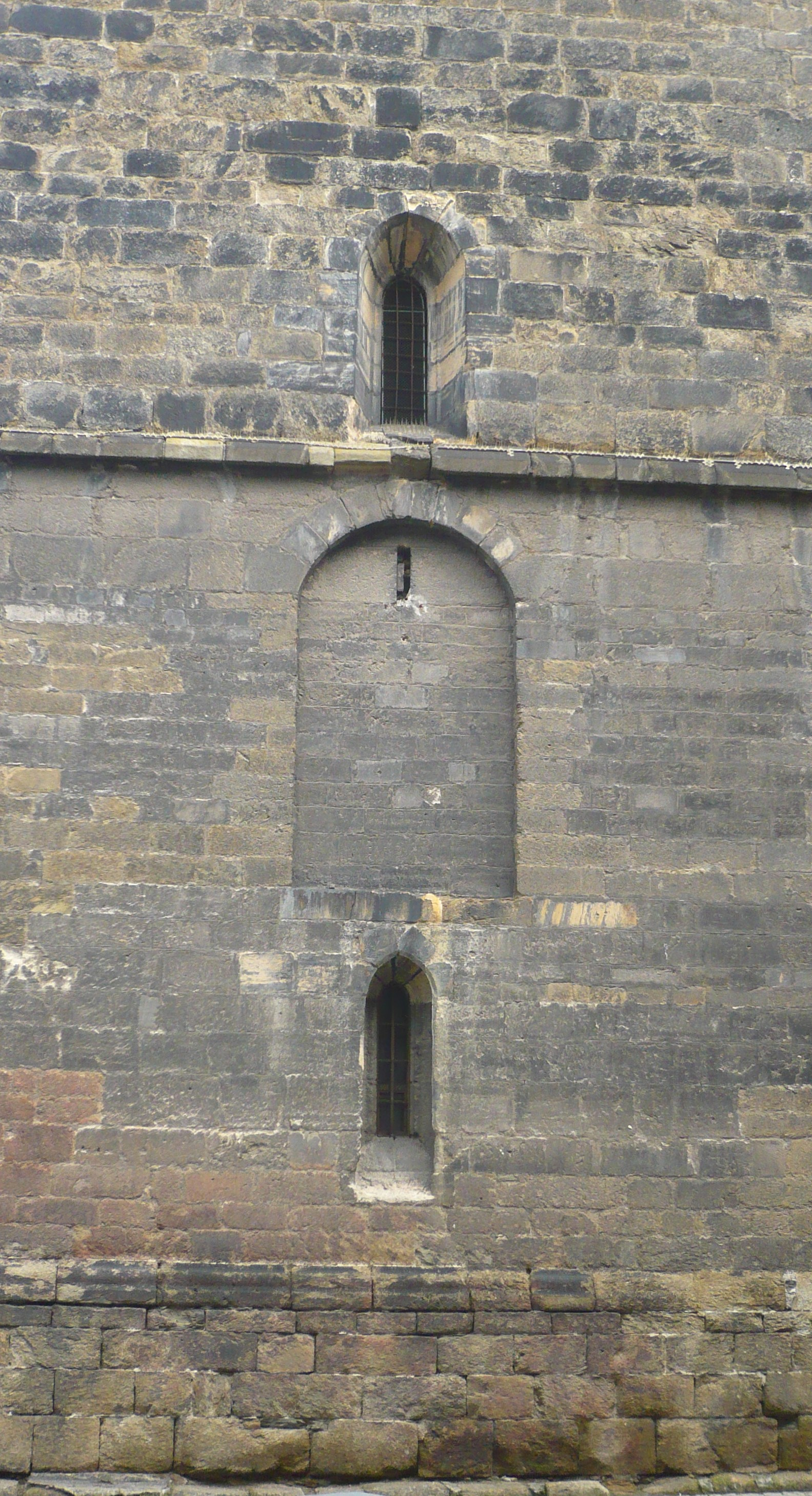
Románské okno severní věže chrámu svatého Mořice, Olomouc (1230?)
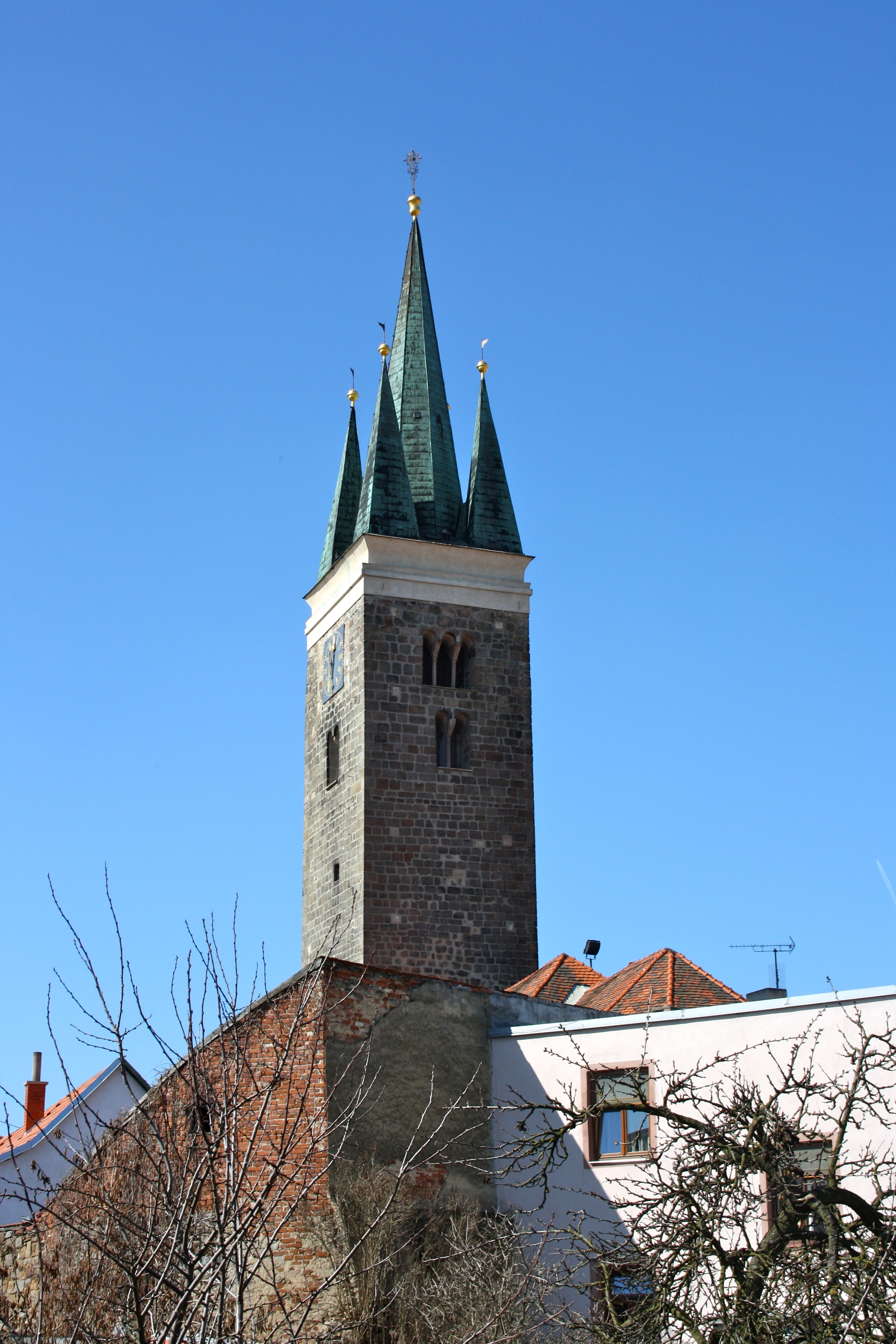
Telč, 49 m vysoká románská věž kostela sv. Ducha (2. čtvrt. 13. stol.)
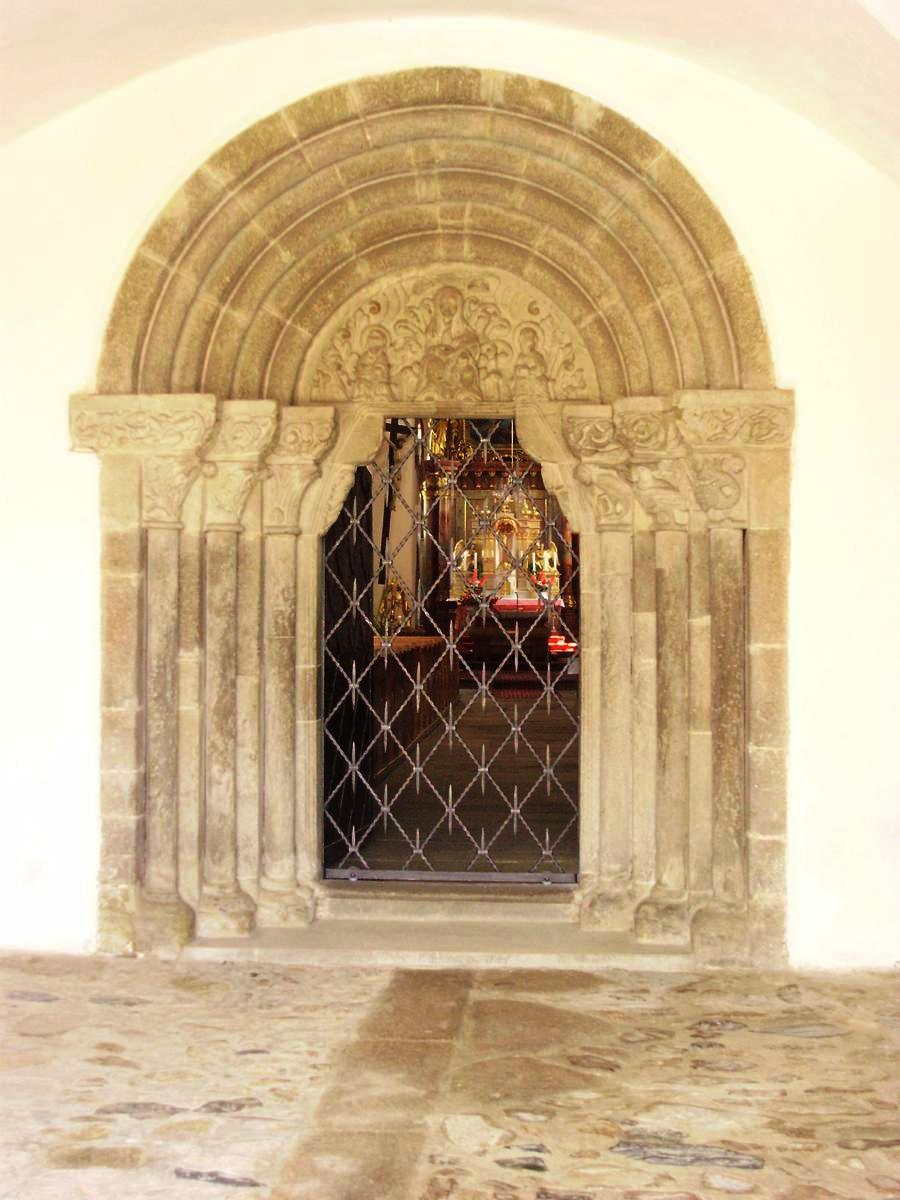
Pozdně románský portál Měřínského proboštství, kostel sv. Václava (kol. 1250)
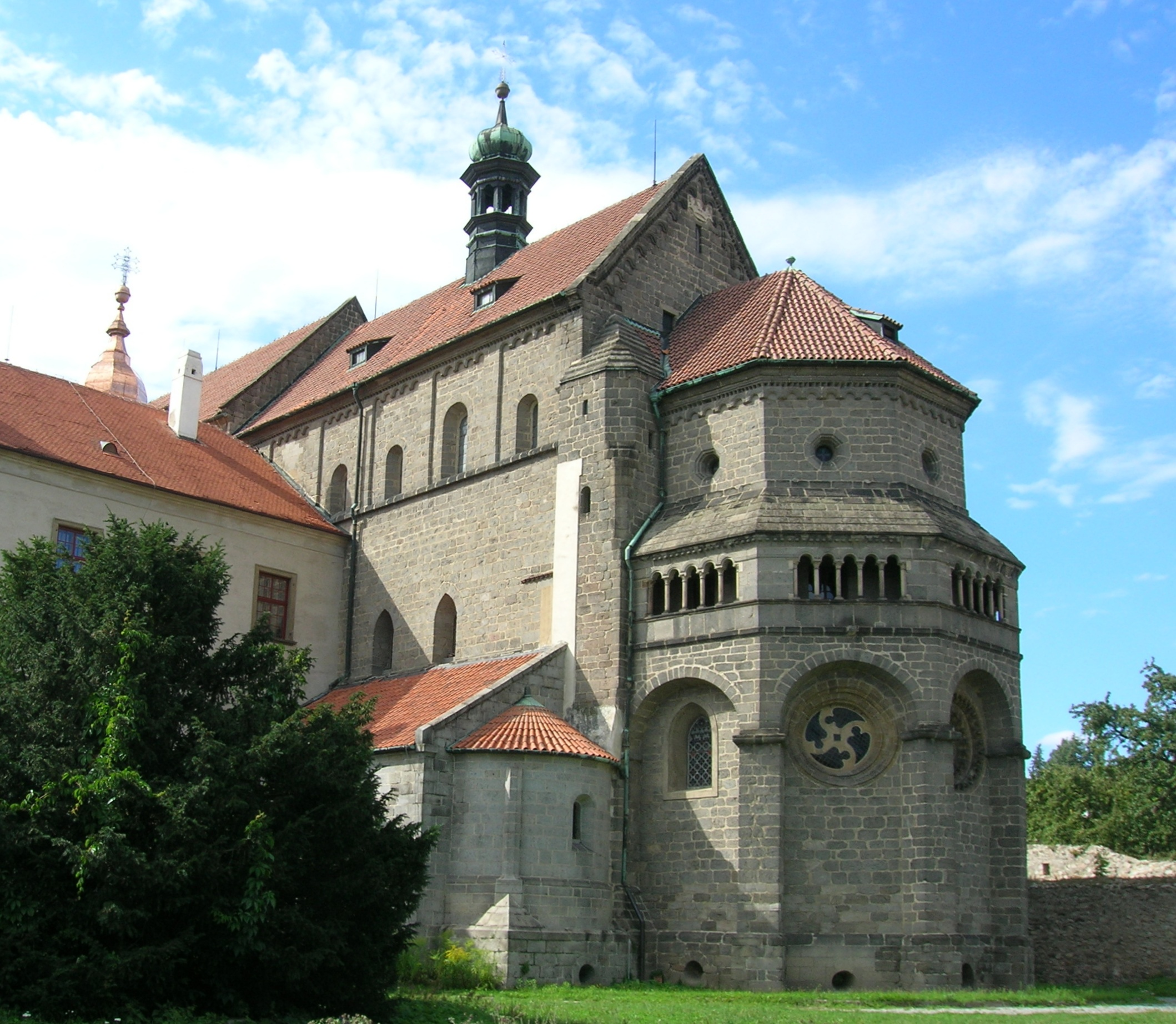
Chór románsko-gotické baziliky sv. Prokopa, Třebíč (kol. 1260)
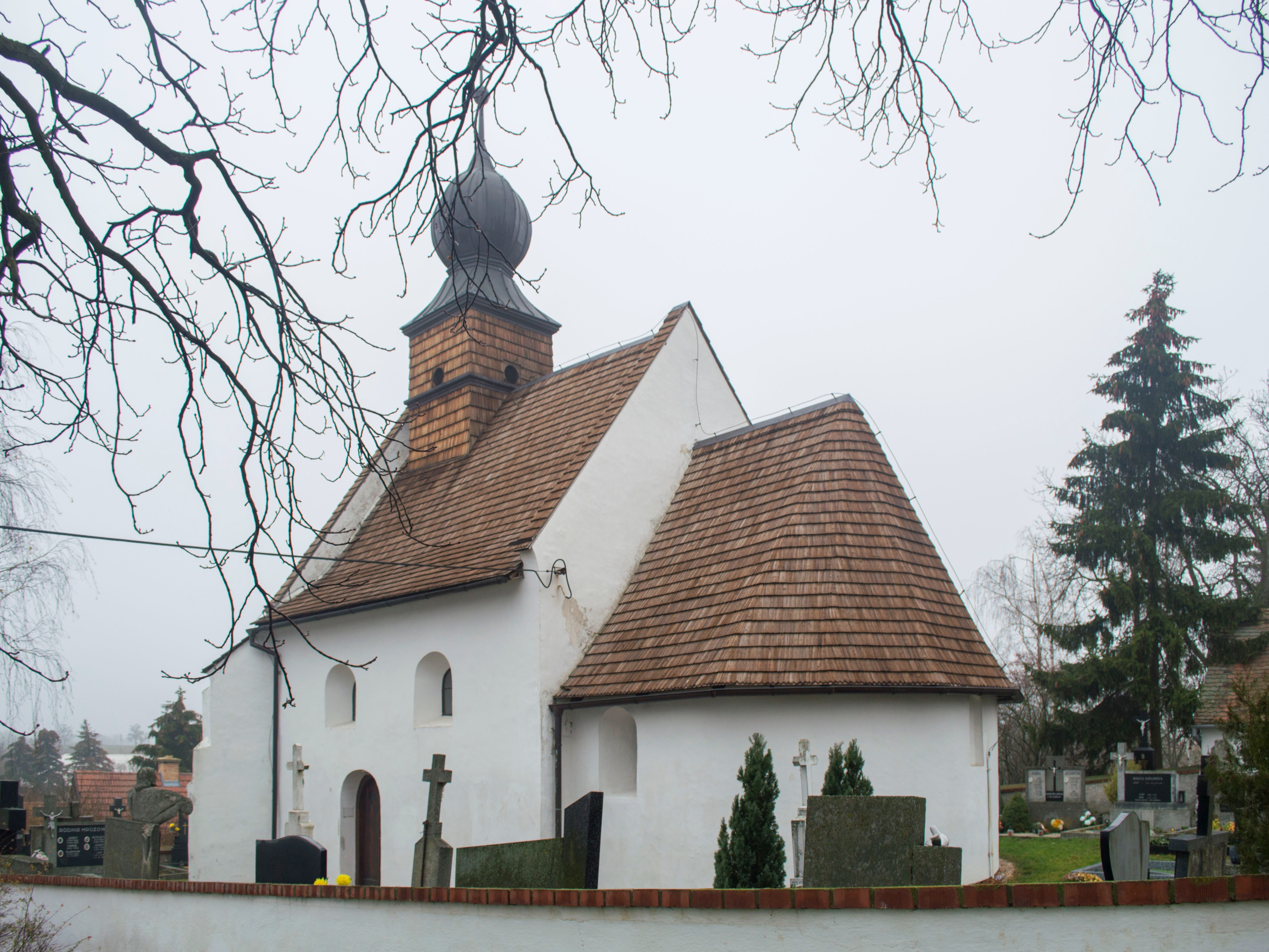
Venkovský kostel Všech svatých v Přeskačích
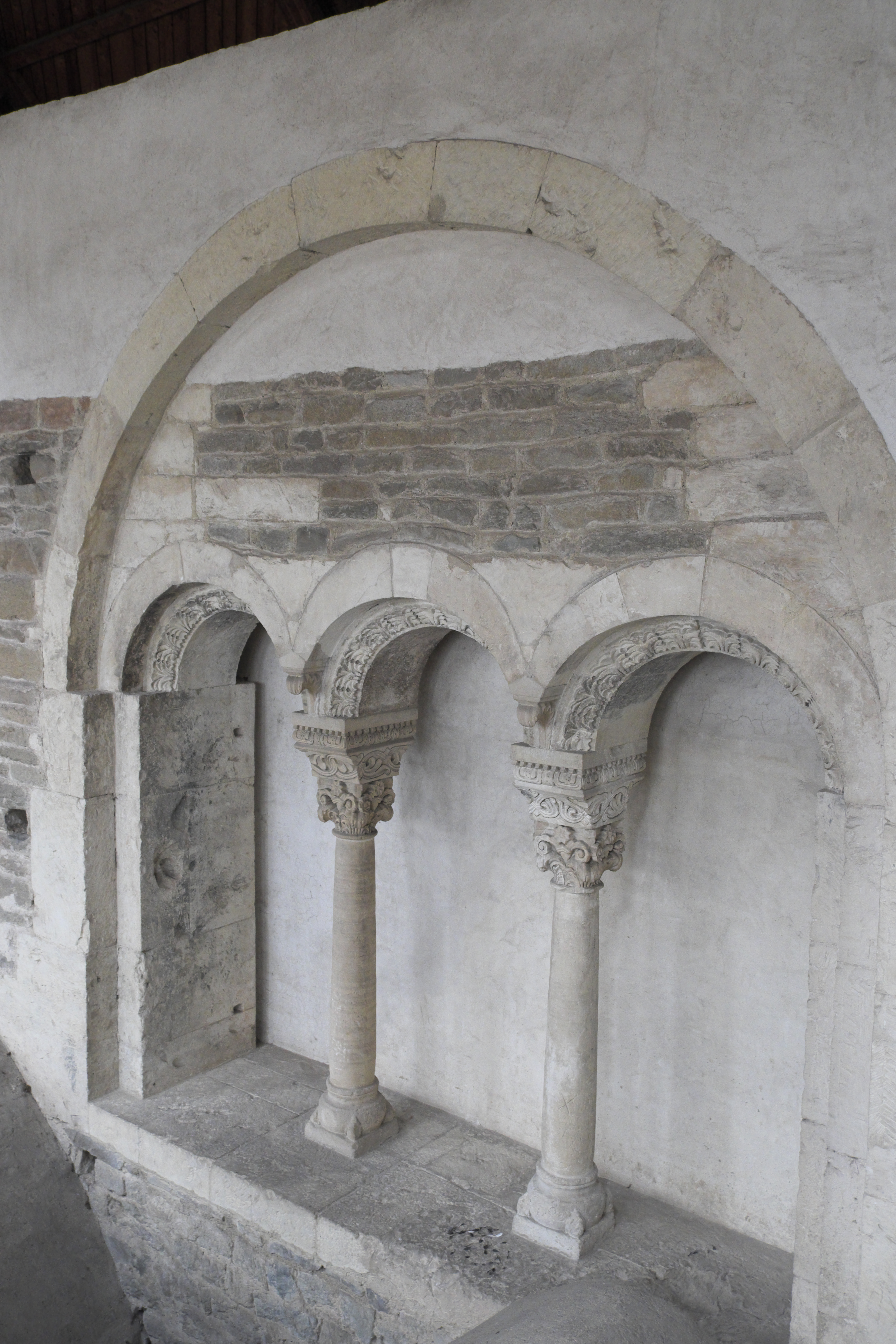
Sdružená okna Zdíkova paláce v Olomouci
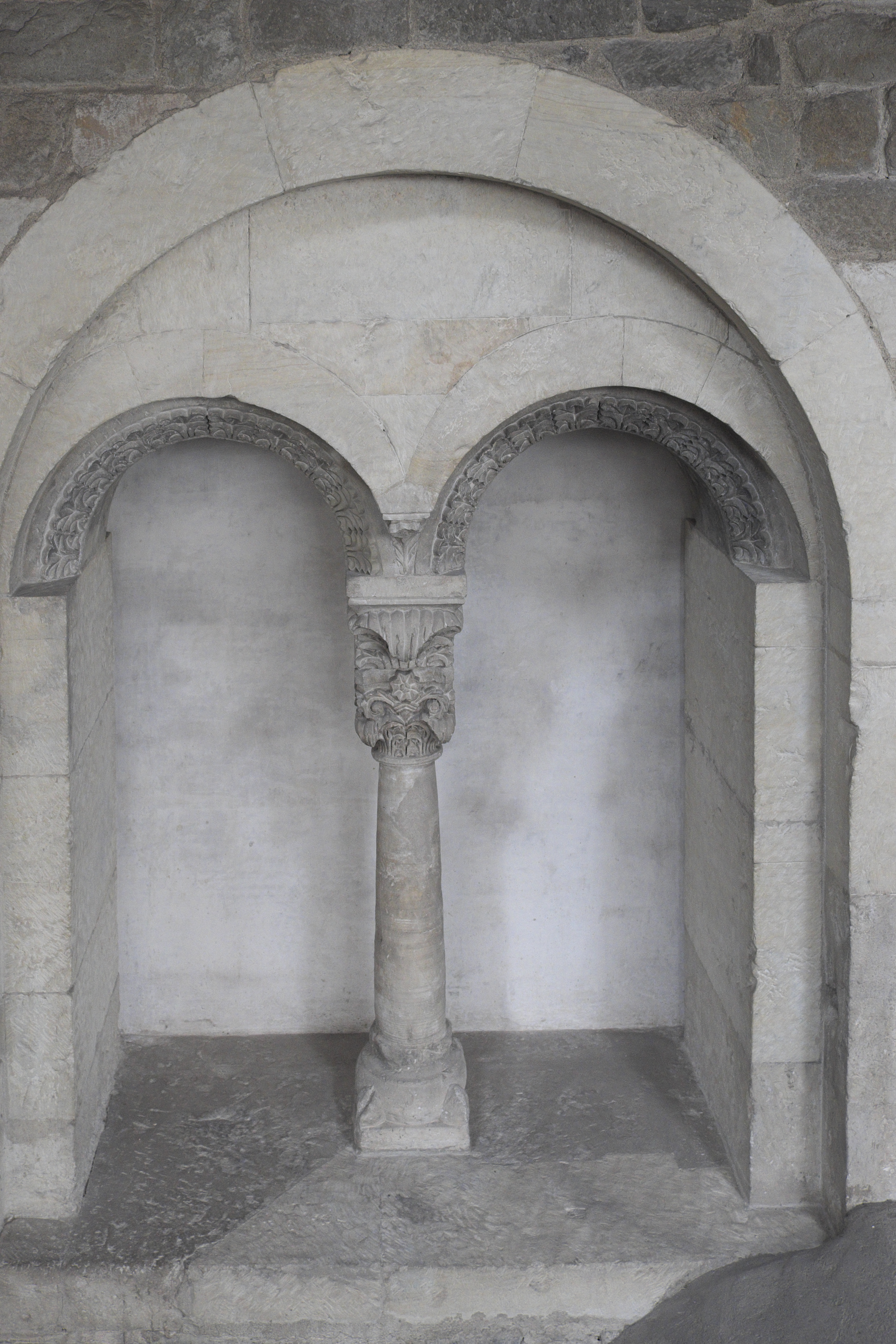
Sdružená okna (trojčlenné) Zdíkova paláce v Olomouci